# Cadott
Le village de Cadott est situé dans le comté de Chippewa, au Wisconsin, aux États-Unis. Sa population s’élevait à 1 437 habitants lors du recensement de 2010, estimée à 1 428 habitants en 2017.

## Démographie
| Groupe            | Cadott | Wisconsin | États-Unis |
| ----------------- | ------ | --------- | ---------- |
| Blancs            | 98,1   | 86,2      | 72,4       |
| Métis             | 1,1    | 1,8       | 2,9        |
| Asiatiques        | 0,4    | 2,3       | 4,8        |
| Afro-Américains   | 0,4    | 6,3       | 12,6       |
| Autres            | 0,1    | 3,4       | 7,3        |
| Total             | 100    | 100       | 100        |
|                   |        |           |            |
| Latino-Américains | 0,5    | 5,9       | 16,7       |

Selon l'American Community Survey, pour la période 2011-2015, 99,10 % de la population âgée de plus de 5 ans déclare parler anglais à la maison, alors que 0,60 % déclare parler le tagalog et 0,30 % le polonais.